# Emalahleni Local Municipality (Provinz Mpumalanga)
Emalahleni (englisch Emalahleni Local Municipality) ist eine Lokalgemeinde im Distrikt Nkangala der südafrikanischen Provinz Mpumalanga. Der Verwaltungssitz der Gemeinde befindet sich in eMalahleni. Bürgermeisterin ist Linah Malatjie.
Der Gemeindename ist die isiZulu-, isiXhosa- und isiNdebele-Lokativform von Kohle. Eine weitere Gemeinde in der Provinz Ostkap trägt denselben Namen.

## Städte und Orte
| - Clewer - eMalahleni (ehemals Witbank) - Ga-Nala oder Kriel - Hlalanikahle - KwaGuqa - Masakhane - Ogies - Phola | - Reedstream Park - Thubelihle - Vosman |

## Bevölkerung
Von den 395.466 Einwohnern im Jahr 2011 waren 81,3 % schwarz, 15,7 % weiß, 1,7 % Coloureds und 0,9 % Inder bzw. Asiaten. Erstsprache war zu 38,6 % isiZulu, zu 14,9 % Afrikaans, zu 11,3 % Sepedi, zu 8,9 % isiNdebele, zu 5,8 % Siswati, zu 5,6 % Englisch, zu 3,5 % Xitsonga, zu 3,2 % Sesotho, zu 3,1 % isiXhosa, zu 1,2 % Setswana und zu 0,5 % Tshivenda.